# 東宝興路駅
座標: 北緯31度15分41秒 東経121度28分32秒 / 北緯31.26139度 東経121.47556度
東宝興路駅（とうほうこうろえき）は中華人民共和国上海市静安区に位置する上海軌道交通3号線の駅である。

## 駅構造

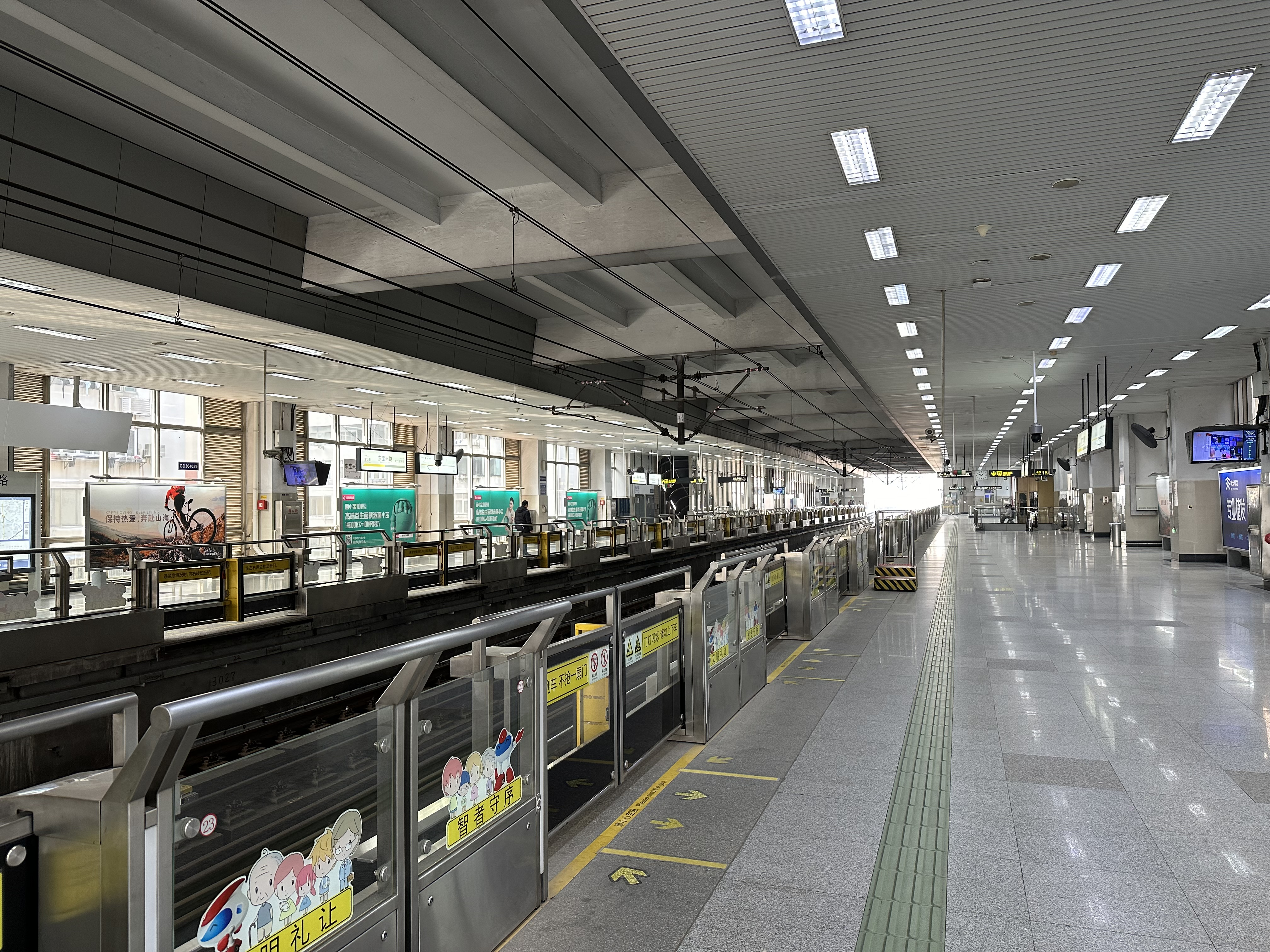
ホーム

相対式ホーム2面2線の高架駅。出入口は南北2ヶ所にあり、観光地となっている多倫路文化名人街は北口を利用する。

## 駅周辺
- 多倫路文化名人街
  - 元日本人街で内山完造の内山書店がかつて存在し、魯迅ゆかりの地でもある。

## 歴史
- 2000年12月26日 - 開業。

## 隣の駅
■上海軌道交通3号線
宝山路駅 - 東宝興路駅 - 虹口足球場駅